# 遺愛
《遺愛》（英語：Elisa's Day），前名《滄海遺愛》，是2021年香港劇情片，由新銳導演馮智恒執導、王日平監製，香港「首部劇情電影計劃」第四屆專業組的得獎作品，香港電影發展局電影發展基金與創意香港資助，鄭中基、陳漢娜、胡子彤與陶禧玲主演。電影情節改編自發生在1999年的屯門大興邨鐵箱醃屍案。

## 故事簡介
二十年前，年輕的母親Elisa（陳漢娜 飾）犯了誤殺罪；二十年後，舉目無親的迪詩（陶禧玲 飾）亦因為藏毒被捕。探員林力輝（鄭中基 飾）在拘捕迪詩後，回憶起十多年前曾處理過的一宗情侶兇殺案－迪詩正是Elisa的遺孤。除了遺憾，林力輝還可以做什麼？

## 角色介紹
| 演員   | 角色               |
| 鄭中基 | 林力輝（戲院哥哥） |
| 陳漢娜 | Elisa              |
| 胡子彤 | 文偉               |
| 陶禧玲 | 迪詩 Daisy         |
| 吳浣儀 | 寶姨（戲院婆婆）   |
| 周祉君 | 大佬               |
| 詹朗林 | Alex               |
| 彭杏英 | Elisa的母親        |
| 高翰文 | 林力輝上司         |
| 張滿源 | 林力輝同事         |

## 外部連結
- 香港影庫上《遺愛》的資料（繁體中文）
- 豆瓣电影上《遺愛》的資料 （简体中文）
- 互联网电影数据库（IMDb）上《遺愛》的资料（英文）